# Revest-les-Roches

Revest-les-Roches este o comună în departamentul Alpes-Maritimes din sud-estul Franței. În 1 ianuarie 2022 avea o populație de 235 de locuitori.